# Modrá hodina

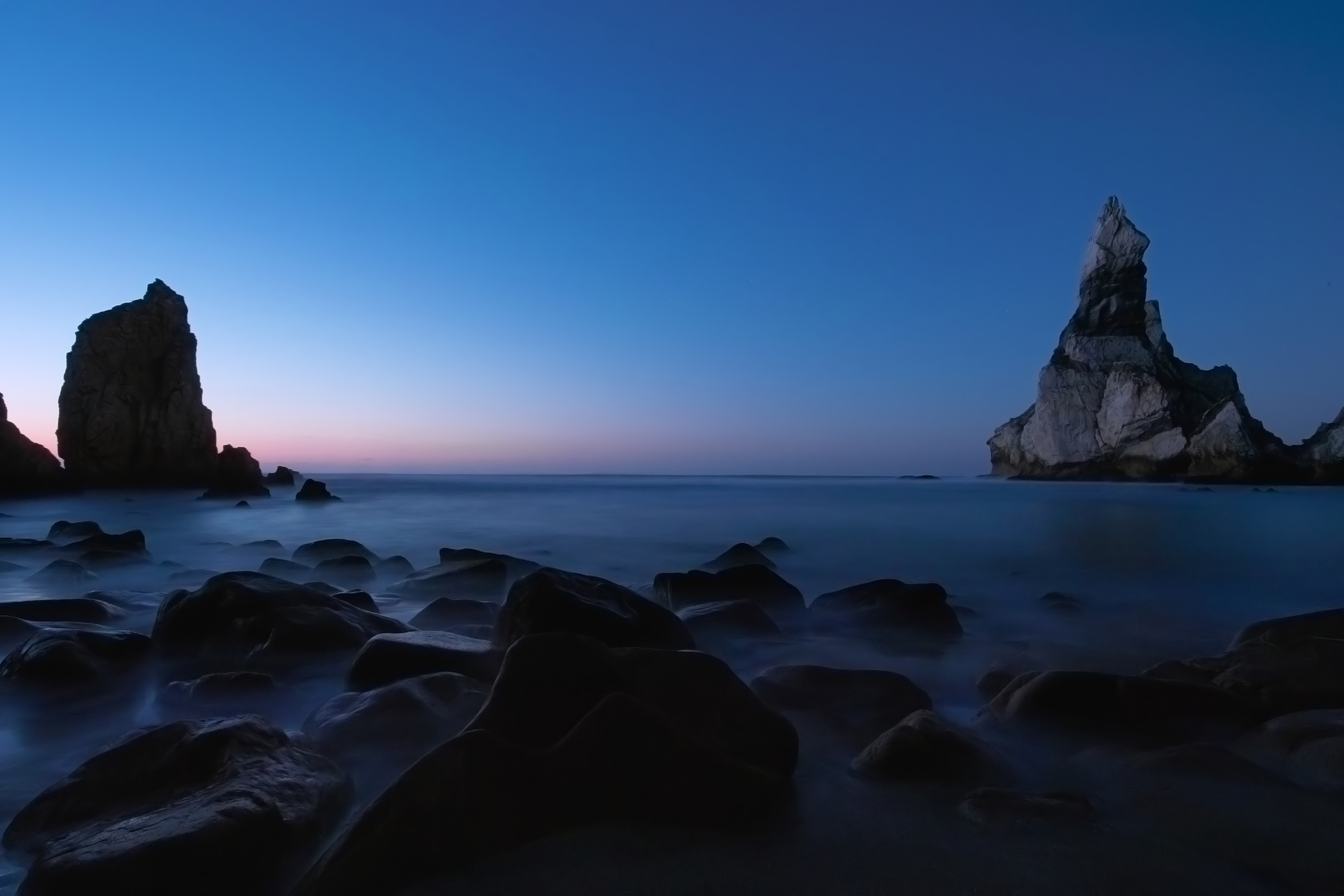
Praia da Ursa, Sintra, Portugalsko, modrá hodina v širokém záběru

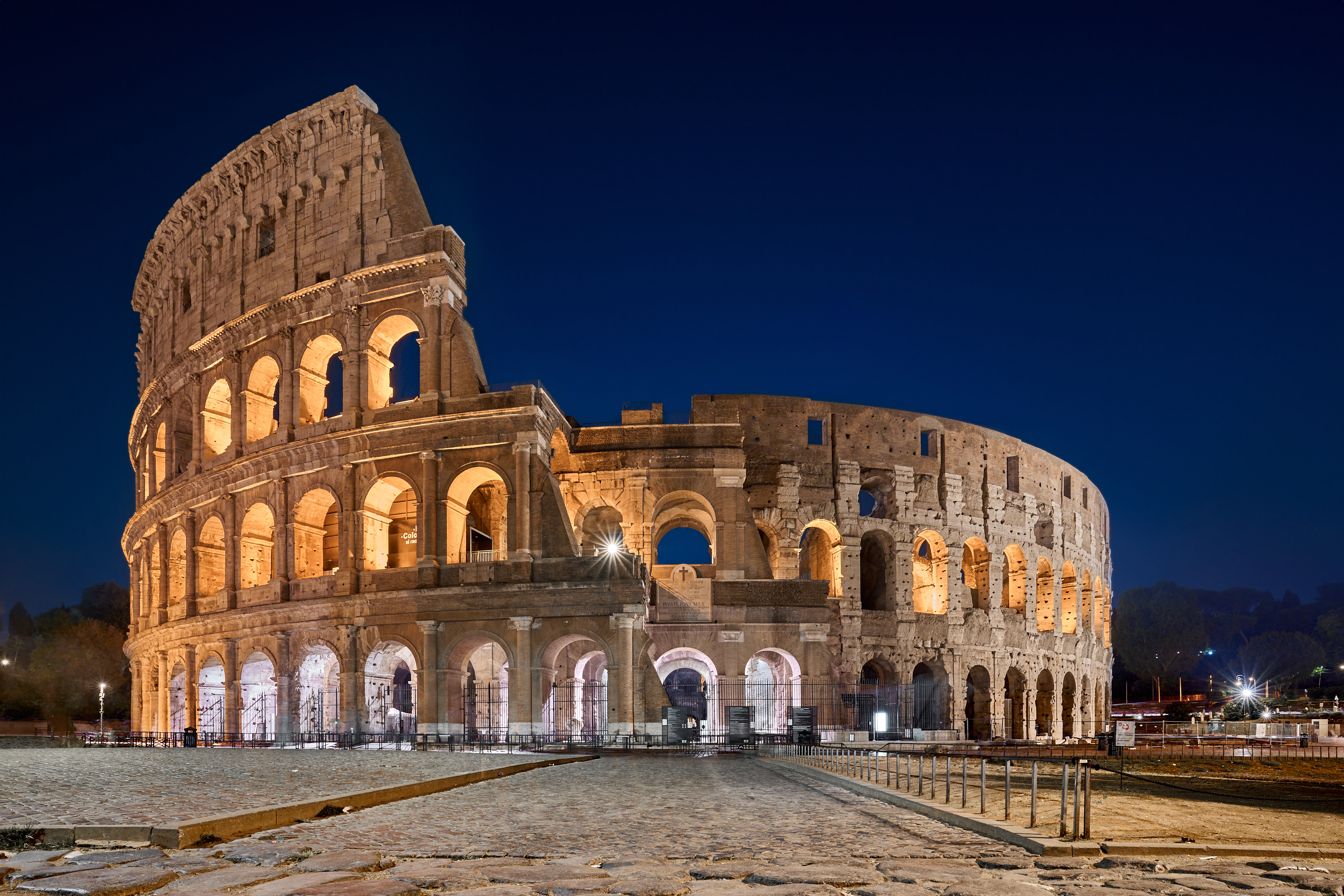
Římské Koloseum během modré hodiny

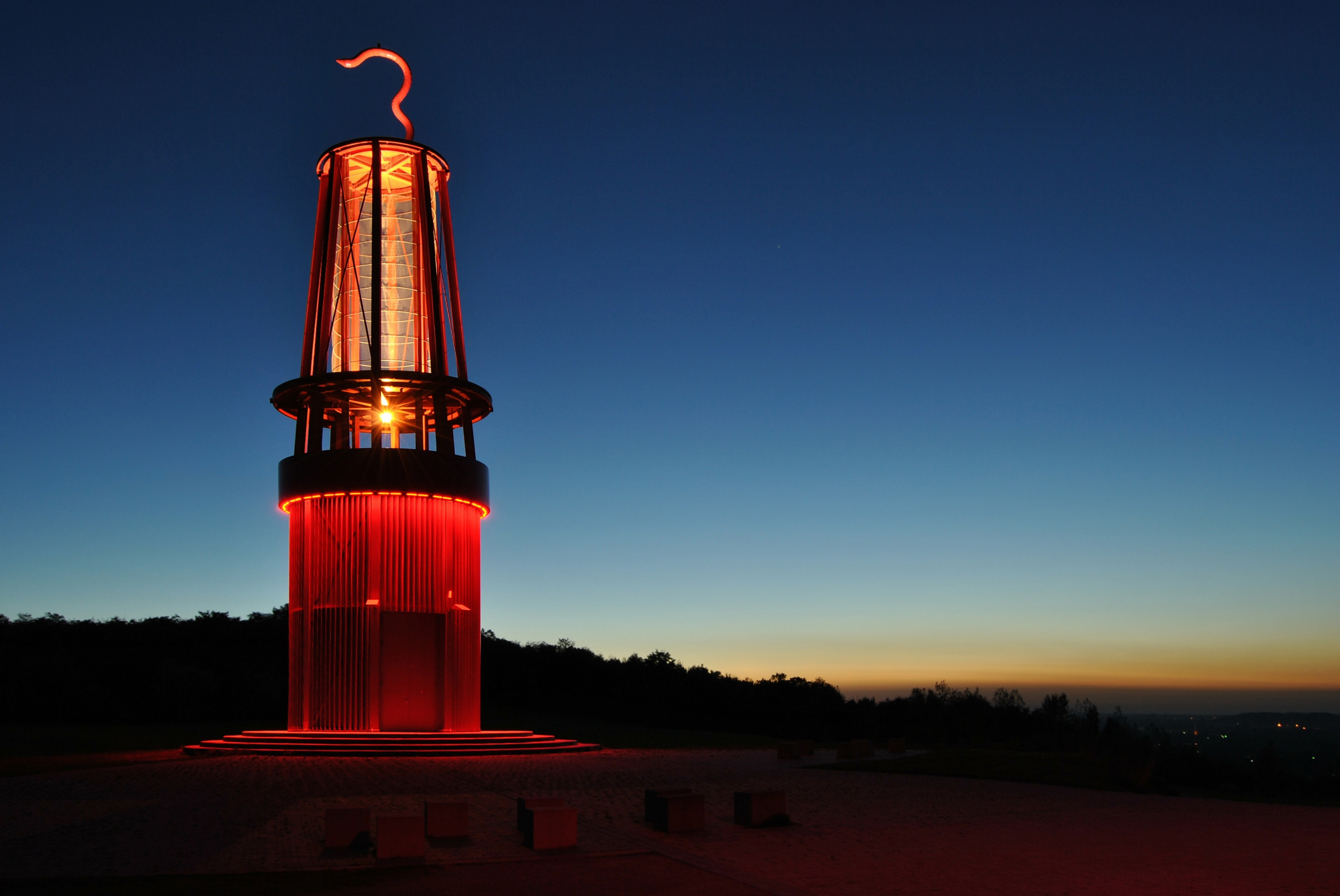
Osvětlená skulptura hornické lampy na Halde Rheinpreußen (severovýchodní Vestfálsko, Německo) během modré hodiny

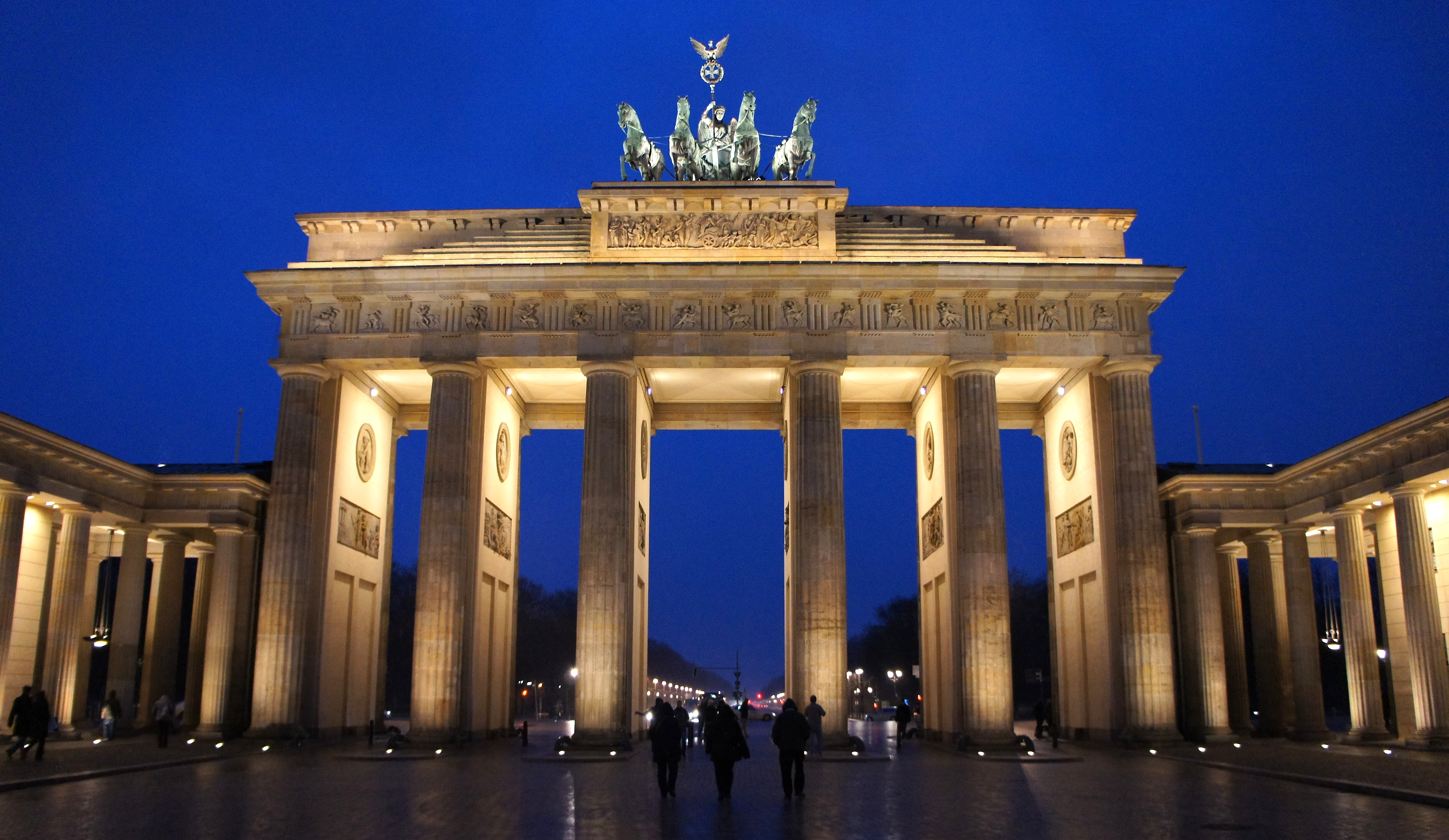
Braniborská brána v Berlíně

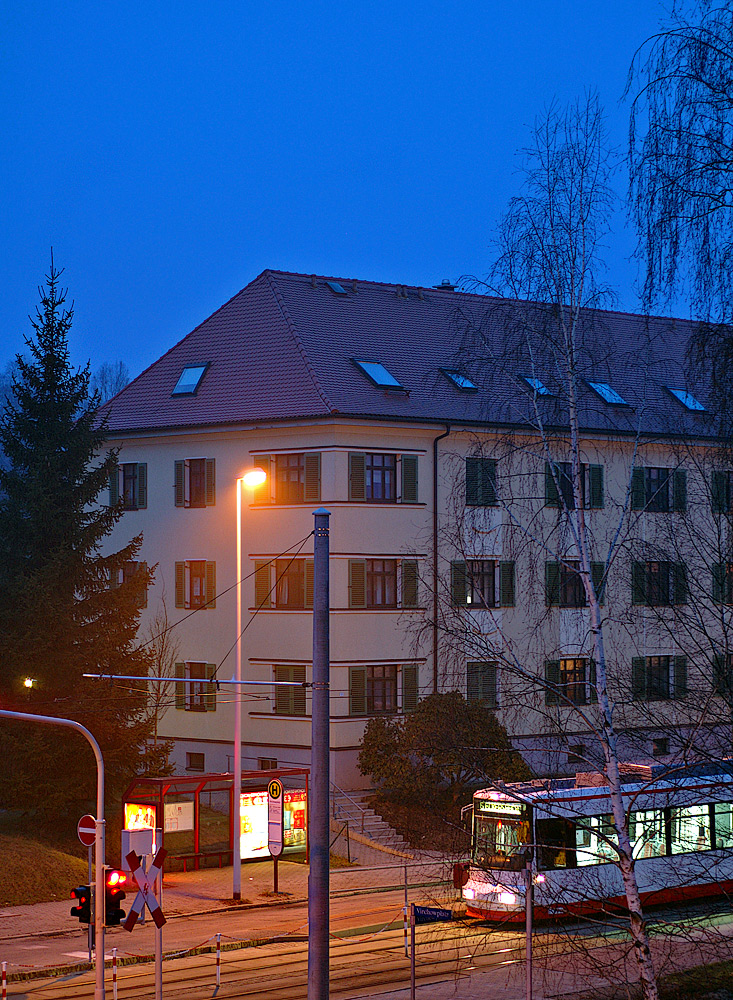
Modrá hodina v německém Cvikově, pohledem na město s nočním osvětlením půl hodiny před východem Slunce

Modrá hodina je označení pocházející z poetického francouzského výrazu l'heure bleue, které se odkazuje na dobu svítání a soumraku každé ráno a večer, kdy není ani úplné denní světlo, ani úplná tma. Tato doba je zvláštní kvalitou svého světla, během ní má obloha modrou barvu a přibližně stejný jas jako umělé osvětlení budov a pouliční osvětlení. Nebeská modř má však jinou fyzikální podstatu než během dne, a tudíž má i jiné spektrální složení.
Doba trvání modré hodiny závisí na zeměpisné šířce, ročním období, oblačnosti a dalších faktorech, v průměru je tato doba přibližně 30 minut. Ranní čas je o něco delší než večer.

## Výskyt v kultuře a umění
Výraz se ve francouzském prostředí také používá jako poetické synonymum pro Paříž bezprostředně před první světovou válkou, protože tato epocha je považována za období relativní nevinnosti, klidu a míru – podobně jako doba brzkého svítání. V anglické kultuře zase označuje dobu mezi půl čtvrtou odpoledne a půl sedmou večer, kdy mívaly hospody (puby) a bary v Británii zavřeno a z hlediska pijáků se nedalo nic „dělat“.
Existují i různé restaurace, divadla a hotely s názvem L'Heure Bleue, rozmístěné po celém světě. K dispozici jsou rovněž stejnojmenné dámské parfémy od Guerlaina (1912). Norská rocková kapela Madrugada (španělské a portugalské pojmenování časných ranních hodin) nese také pojmenování po této době.

### Písně
Modrá hodina (anglicky Blue hour) je také běžné téma v populární hudbě, kde se objevuje v různých písních:
- Françoise Hardy – L'Heure Bleue[1]
- Vanessa Daou – This Blue Hour
- Roy Orbison – When The Blue Hour Comes
- Turin Brakes – Blue Hour
- Stephen Cummings – Blue Hour
- Andreas Vollenweider – Chanson de l'Heure Bleue (Píseň o Modré hodině)
- Christian Death – The Blue Hour
- Nina Gordon – The Blue Hour
- Radiohead – The Gloaming
- Peter Fox c Schwarz zu Blau (Od černé k modré)
- Pete Anderson – Blue Hour
- Killer Loop – The Blue Hour
- Madrugada – Strange Colour Blue (Zvláštní modrá barva)
- Oysterband – Lost and Found (Ztráty a nálezy)
- Ute Lemper – L'Heure Bleue
- TXT (Tomorrow x Together) – Minisode1: Blue Hour

### Knihy
- Román T. Jeffersona Parkera
- Kniha Carolyn Forché. Blue Hour (HarperCollins, 2003), ISBN 0-06-009912-7
- Obálka The Junior Encyclopedia of Canada, Volume 5
- Trilogie od Scotta Westerfelda
- Blue Moon od Alyson Noël
- Román Kate Thompson
- The Blueing Hours, sbírka básní Alberta DeGenovy
- L'heure Bleue, knížka od Edwarda Gorey
- Série scén z města v antologii Davida Mameta Goldberg Street: Short Plays and Monologue
- Román od Elizabeth Evans

### Filmy
- 1991: film režiséra Marcela Gislera
- Film 4 aventures de Reinette et Mirabelle (4 dobrodružství Reinette a Mirabelle) z roku 1987, režie: Éric Rohmer
- The Blue Hour – film z roku 2007, hraje: Alyssa Milano
- Televizní seriál Jul i Blåfjell (Vánoce v Blåfjell) spojuje magické síly s Modrou hodinou (1999)

### Umění
- L'Heure Bleue –  koncept umělce Jana Fabre[2]

### Fotografie
Ve fotografii se modrá hodina využívá pro pořizování snímků za dostupného světla v žánru noční fotografie. Ve srovnání s fotografováním za úplné tmy je osvětlení prostředí dostatečné, je tedy více vidět, kontrasty mezi světlými a tmavými místy jsou zmírněny a snímky mají zajímavou atmosféru. Využití najde tato doba v široké škále fotografických žánrů, především ve fotografii architektury. Skutečnost, že umělé osvětlení budov má přibližně stejný jas a barevný kontrast, poskytuje vyrovnaný fotografický motiv. Využitím rozptýleného světla odraženého od oblohy se jako výsledek získají rovnoměrně osvětlené předměty s měkkými konturami, barvami a jemnými pastelovými tóny. Různé teploty barev (modrá obloha, oranžové světlo, modrobílé žárovky, tyrkysové zářivky) poskytují nezvykle barevné fotografie. Tento efekt se ještě více zesílí delší expoziční dobou. V portrétní fotografii poskytuje příjemné rozptýlené světlo v tomto čase rovnoměrně osvětlenou pokožku s měkkou kresbou a jemnými pastelovými tóny.
Cykly l'Heure Blue nebo Blue Hour jsou specialitou fotografky Lucie Debelkové.[zdroj?]

## Galerie: fotografie pořízené během modré hodiny

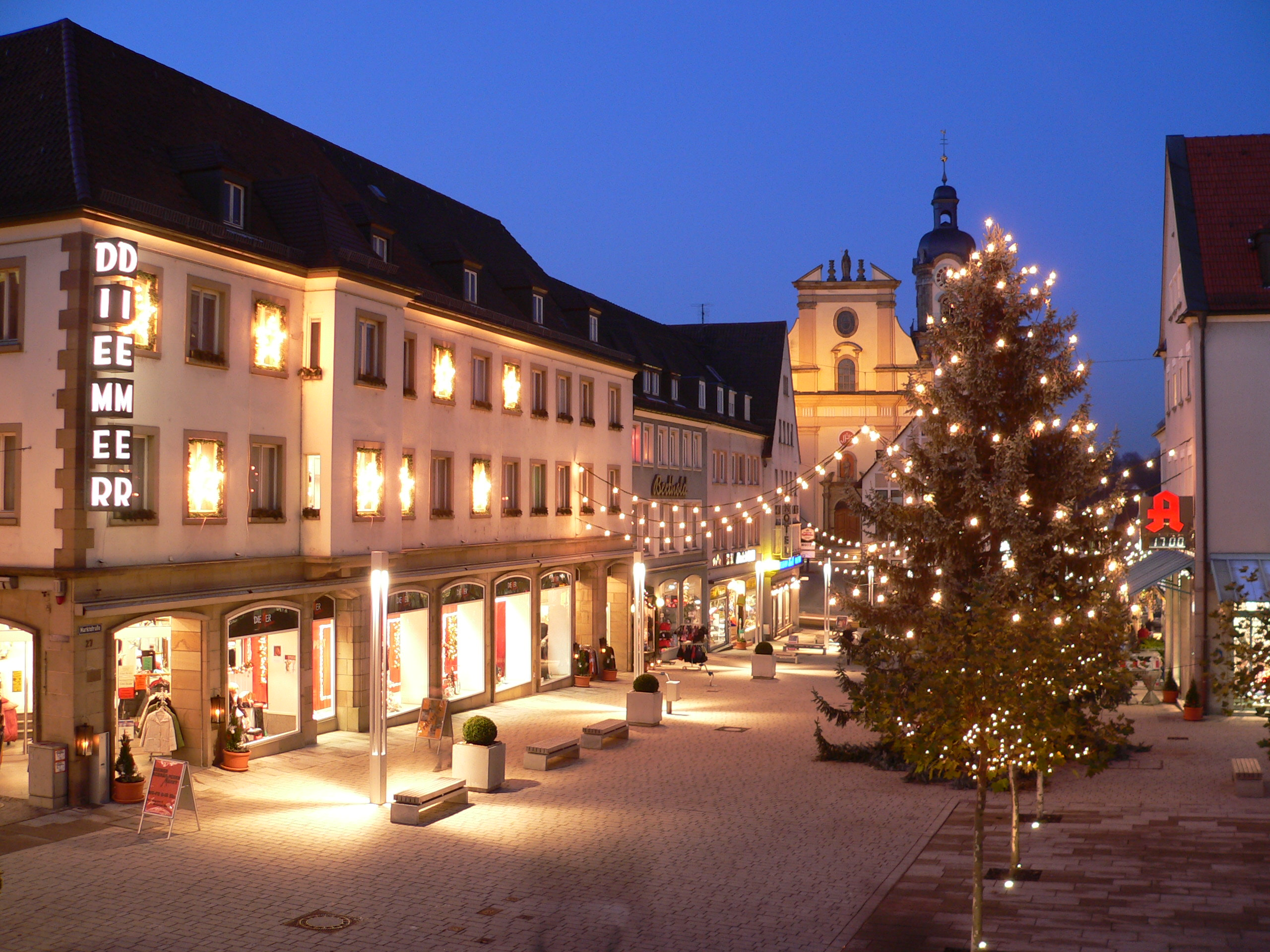
Modrá hodina 20 minut po západu Slunce v Neckarsulmu
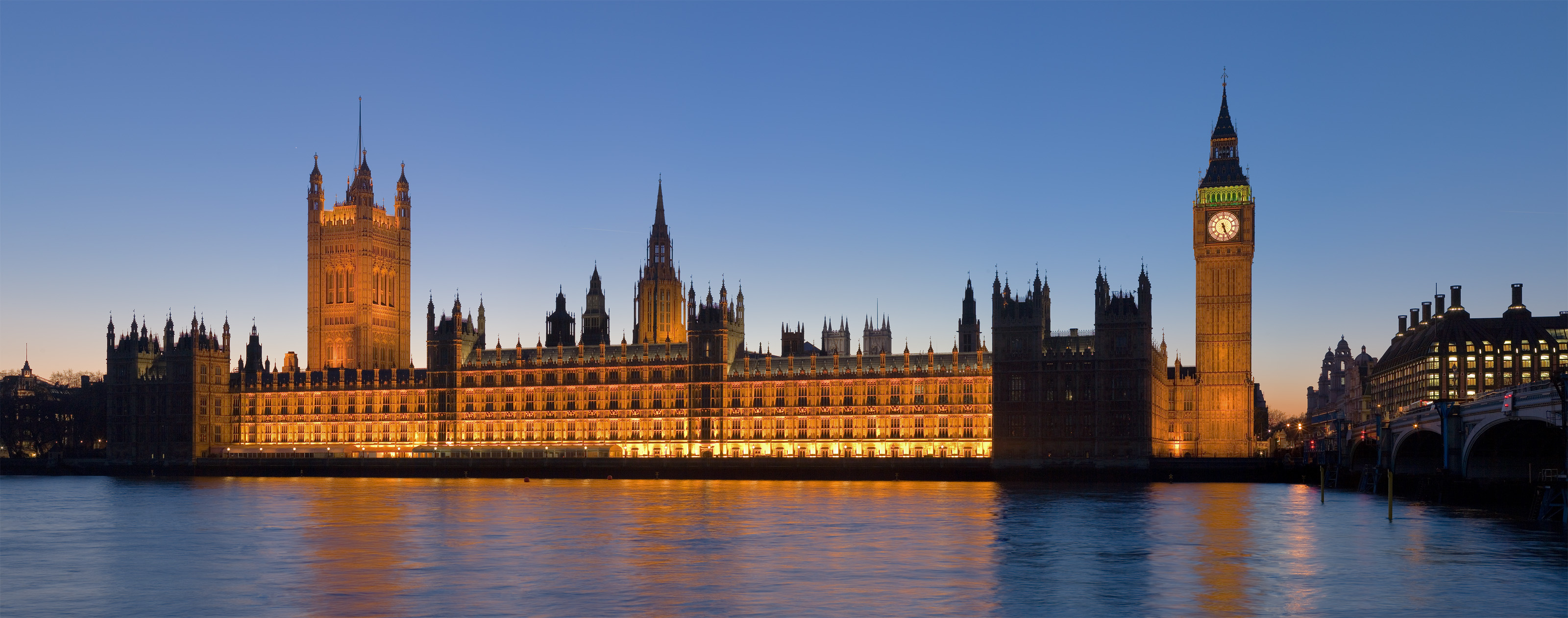
Westminsterský palác
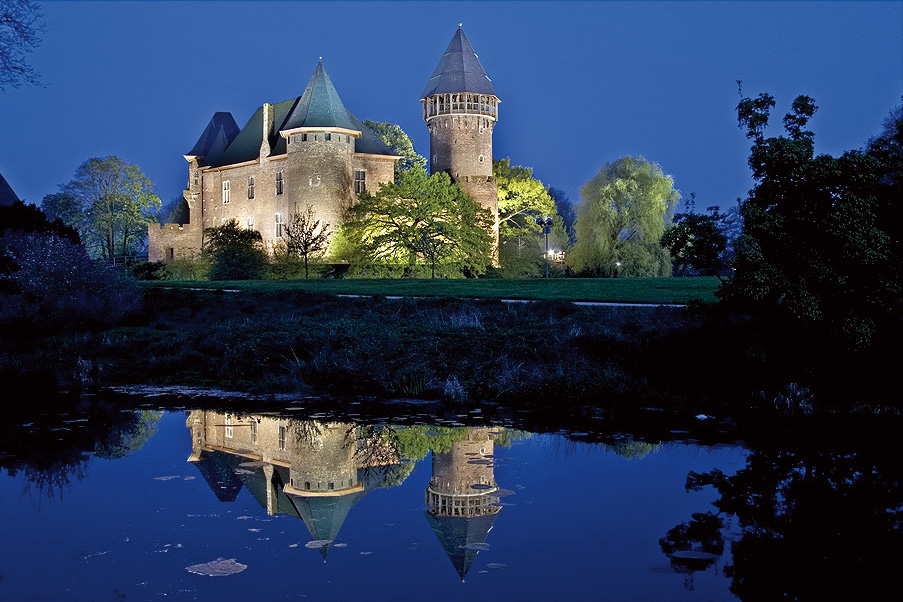
Hrad Linn u Krefeldu
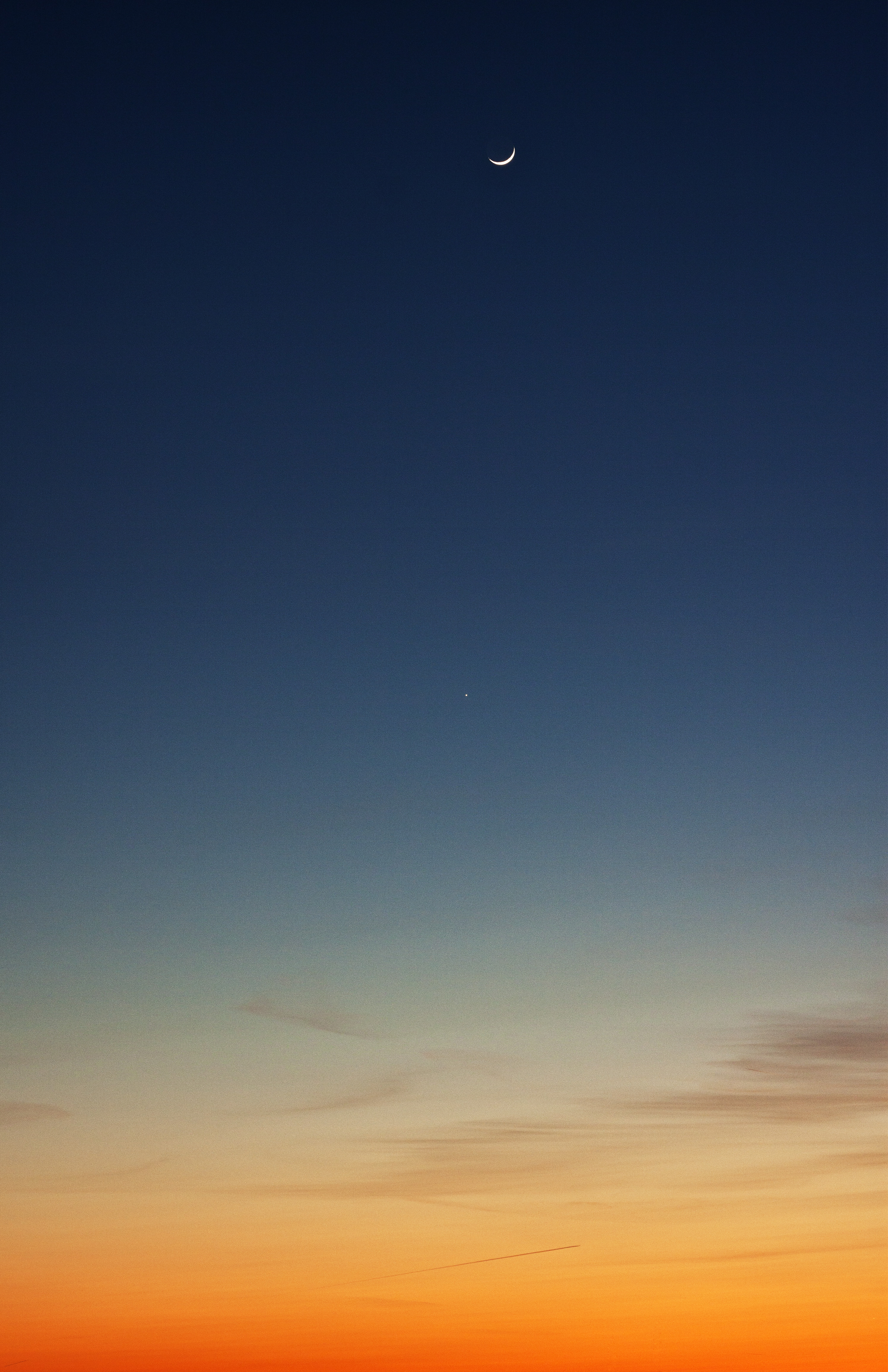
Krátce po západu Slunce
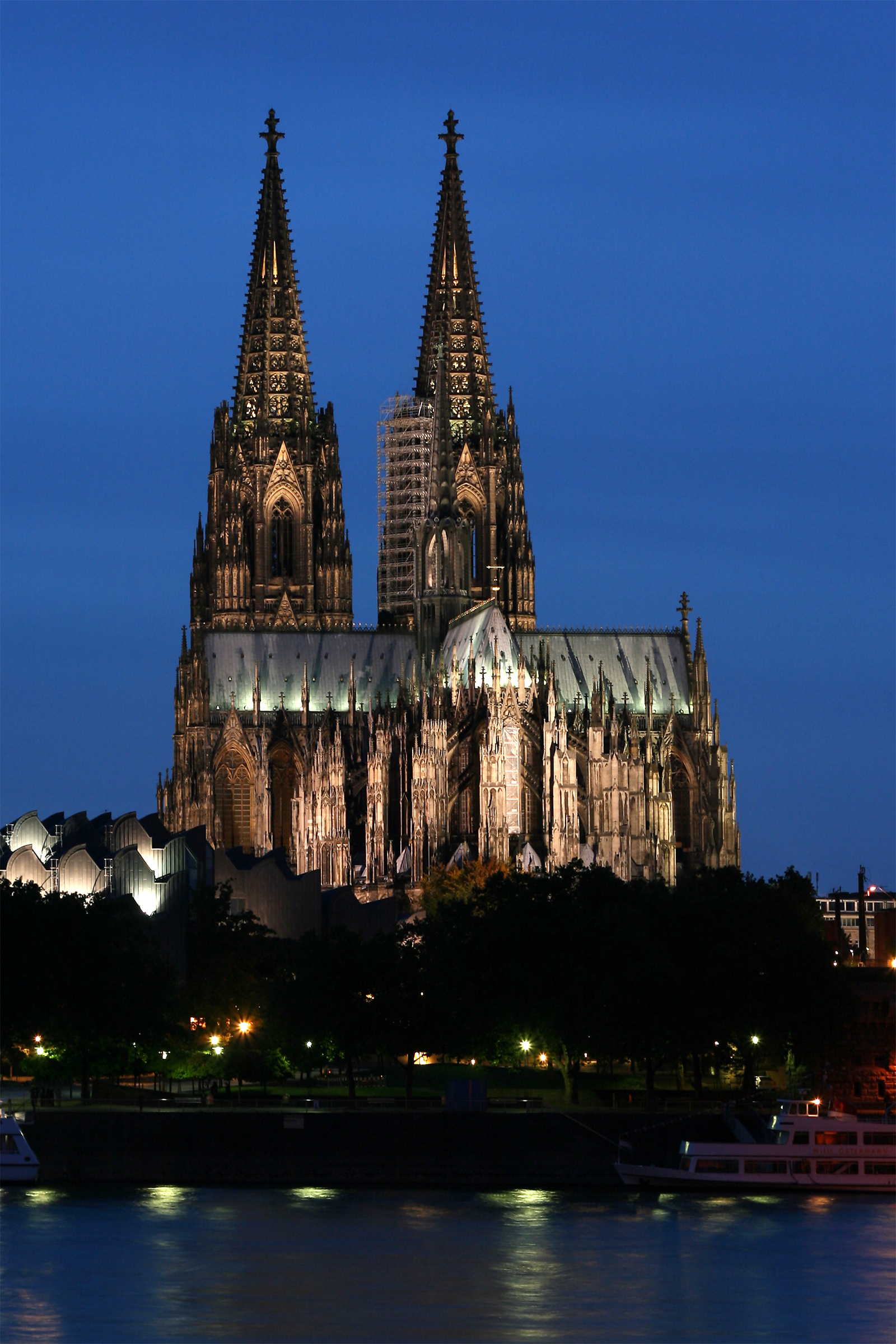
Katedrála sv. Petra v Kolíně nad Rýnem
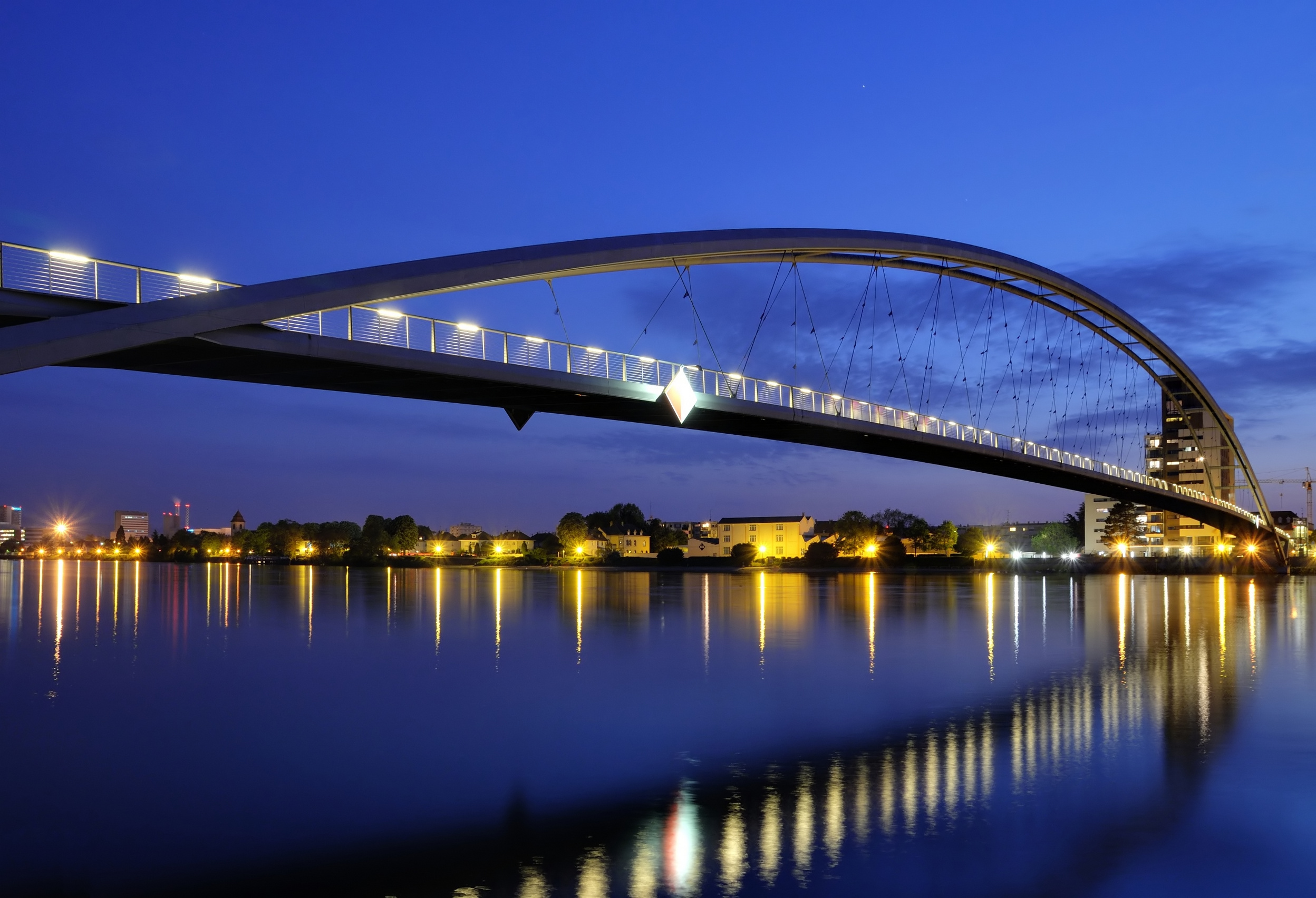
Most tří zemí přes řeku Rýn na francouzsko-německo-švýcarském pomezí
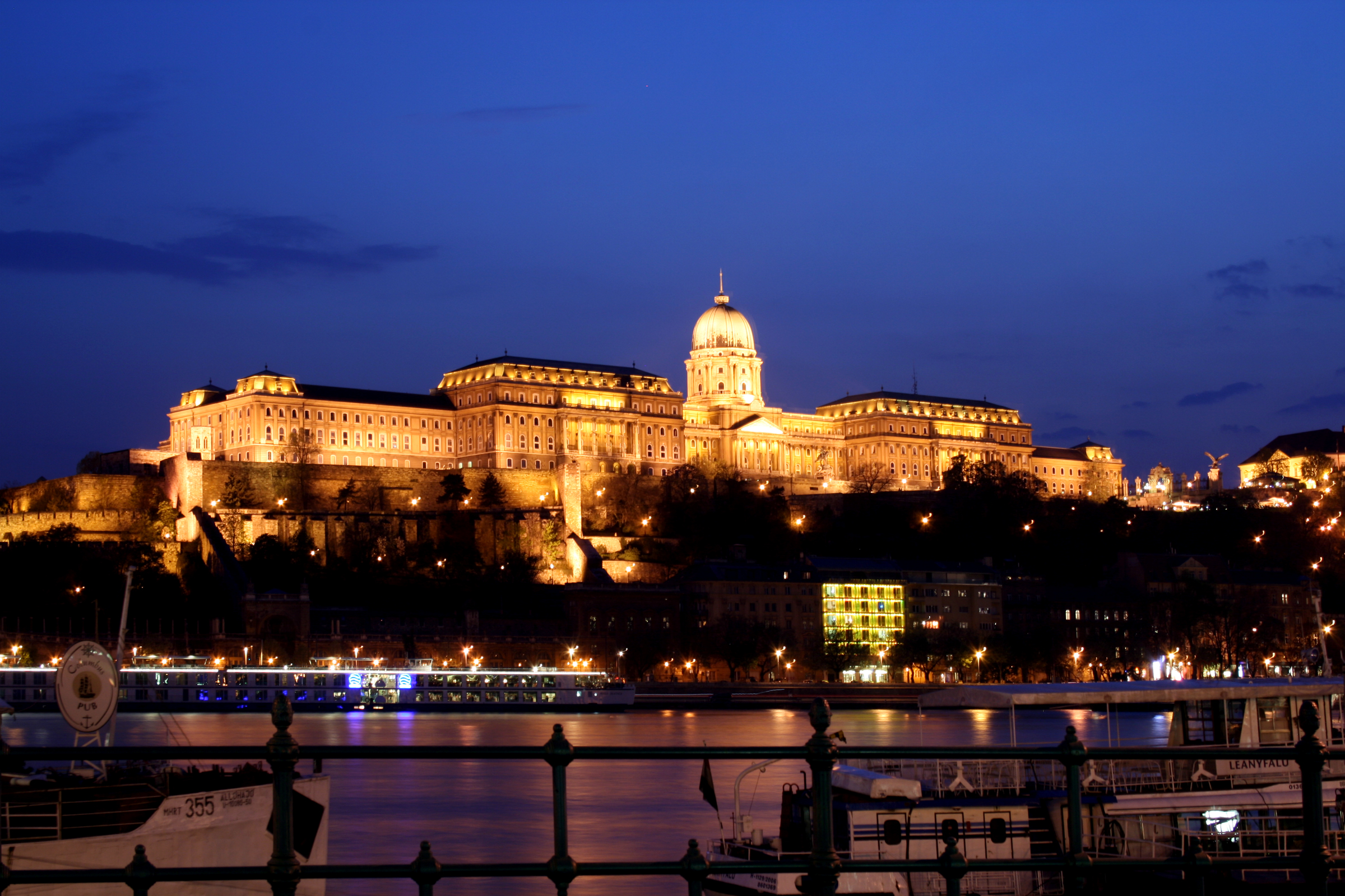
Budapešťský hrad